# Colaulus lucidus
Colaulus lucidus là một loài tò vò trong họ Ichneumonidae.